# Walter Oelert

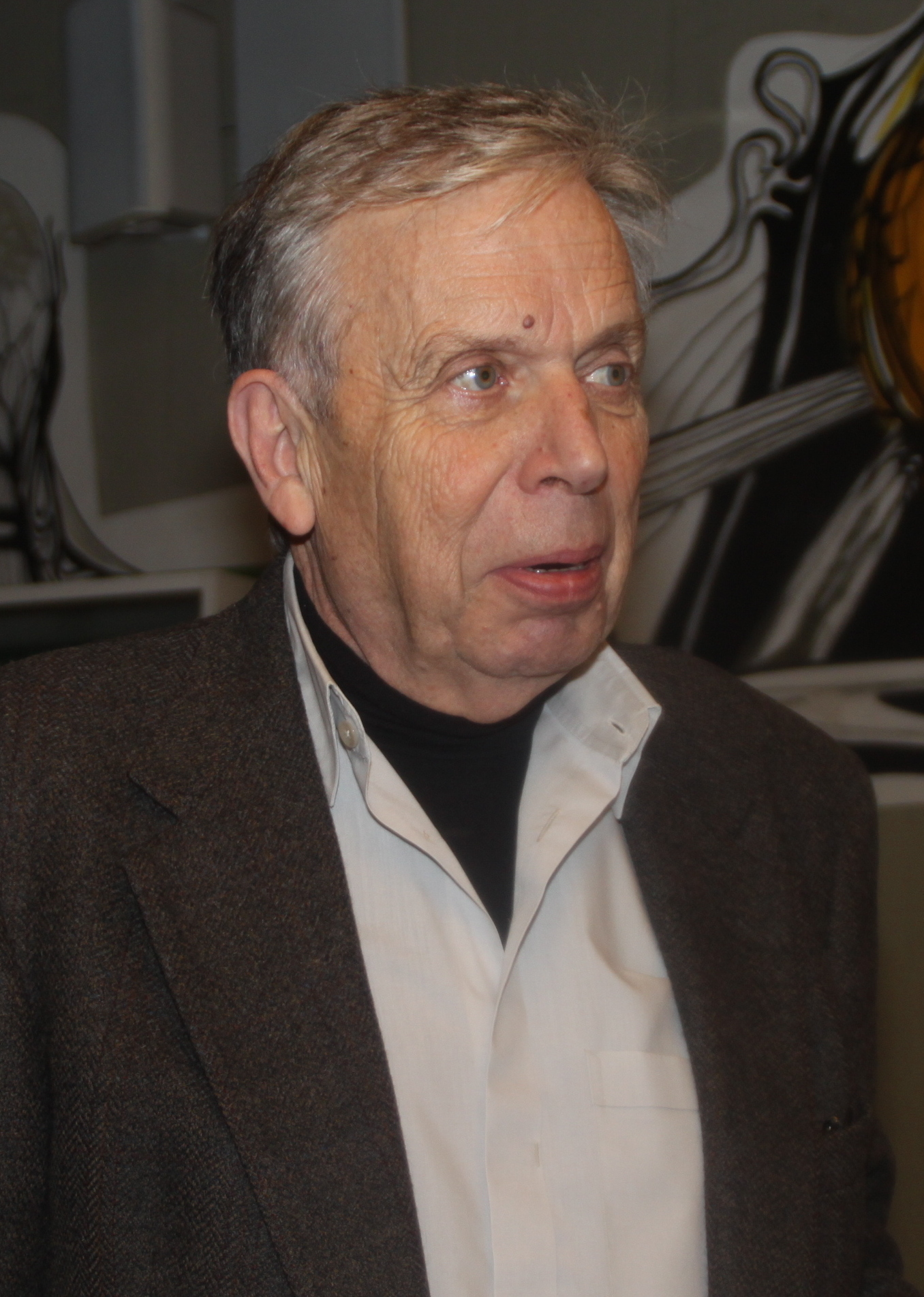
Walter Oelert (2015)

Walter Oelert (* 14. Juli 1942 in Dortmund; † 25. November 2024 in Kempten (Allgäu)) war ein deutscher Physiker. Im Jahr 1995 stellte eine Arbeitsgruppe unter seiner Leitung am CERN erstmals Antiwasserstoff her.
Oelert, der schon in jungen Jahren nach Hamburg zog, studierte Physik in Hamburg und Heidelberg. Er legte sein Diplom 1969 in Hamburg ab und wurde dort 1973 promoviert (Die (p,t)-Reaktionen an den geraden Samarium-Isotopen). Als Post-Doktorand war er an der University of Pittsburgh. 1976 wechselte er zum Forschungszentrum Jülich. Oelert habilitierte sich 1987 an der Ruhr-Universität Bochum (Kernstruktur und Reaktionsmechanismen untersucht an Alpha-Teilchen-Übergängen) und lehrte dort ab 1997 als apl. Professor Elementar- und Teilchenphysik. Gleichzeitig war er am Forschungszentrum Jülich angestellt, wo er besonders am Kühlersynchrotron COSY forschte. Am Forschungszentrum CERN arbeitete er regelmäßig seit 1985, am Low Energy Antiproton Ring (LEAR) und später am Antiproton Decelerator. Nach der Emeritierung an der Ruhr-Universität Bochum nahm Oelert das Angebot an, sich dem Institut für Physik der Johannes Gutenberg-Universität Mainz anzuschließen, wo er als Mitarbeiter geführt wurde.
Er leitete die Arbeitsgruppe, der beim PS210-Experiment die erste Beobachtung von Antiwasserstoff gelang. Dabei wurden 11±2 Antiwasserstoffatome mit einer kinetischen Energie von ca. 1,2 GeV hergestellt. Ein Forschungsziel Oelerts war eine vergleichende Präzisionsspektroskopie von Antiwasserstoff und Wasserstoff. Neben seiner Teilnahme am ATRAP-Experiment setzte er sich für den Bau des Extra Low Energy Antiproton Ring (ELENA) ein.
Oelert wurde 1999 die Merentibus Medal der Universität Krakau verliehen.
Er wurde 2004 in die Polnische Akademie der Gelehrsamkeit (PAU) in Krakau aufgenommen.